# Konrad von Landau
Corrado Wirtinger di Landau, dit le Conte Lando (en allemand, Konrad Wirtinger von Landau), né à Burg Landau et mort le 22 avril 1363 à la bataille de Canturino, est un condottiere italien d'origine allemande du XIVe siècle.

## Biographie
Originaire d'un vieux village proche de la ville souabe d'Ertingen, dans l'actuel land de Bade-Wurtemberg, en Allemagne, Konrad Wirtinger est le fils aîné du comte Eberhard III Gundelfingen von Guta et porte le titre de comte Conrad III.
Il fait partie des huit nobles dénombrés en tant que capitaine d'une compagnie d'aventure avant 1380.
Blessé, il est fait prisonnier à la bataille de Canturino où il affronte avec la Grande Compagnie qu'il commande, la Compagnie Blanche d'Albert Sterz et John Hawkwood. Il meurt le jour même des suites de ses blessures.